# Gare d'Esternay
La gare d'Esternay est une gare ferroviaire française située sur le territoire de la commune d'Esternay dans le département de la Marne en région Grand Est.

## Situation ferroviaire
Établie à 159 mètres d'altitude, la gare d'Esternay est située au point kilométrique (PK) 115,500 de la ligne de Gretz-Armainvilliers à Sézanne, entre les haltes fermée de Neuvy et Châtillon-sur-Morin, et les gares également fermées de Meilleray et du Meix-Saint-Epoing. Cette ligne est déclassée entre la gare de La Ferté-Gaucher et le PK 115,470 peu avant Esternay. La gare était une étoile ferroviaire avec le passage de la ligne de Mézy à Romilly-sur-Seine aujourd'hui fermée et désaffectée et l'embranchement de la ligne de Longueville à Esternay.
Un autorail touristique du Chemin de fer touristique de la Traconne reliait cependant, jusqu'en 2011 Esternay à Sézanne les dimanches d'été. Il existe aussi un vélorail, ouvert les jours fériés entre Esternay et Joiselle[réf. nécessaire].

## Histoire
Esternay était au centre d'une étoile ferroviaire et desservie par des trains depuis ou pour Paris-Est - Sézanne via Gretz-Armainvilliers. Il y avait aussi des liaisons avec Château-Thierry par Montmirail et Mézy-sur-Marne, avec Romilly et avec Longueville par Provins.

## Service des voyageurs
Fermée au service des voyageurs, un service routier de substitution par les autocars TER Champagne-Ardenne (ligne Château-Thierry - Montmirail - Sézanne - Esternay) dessert la gare routière jusqu'en 2009. À la suite de la suppression de cette desserte vers Château-Thierry, un service de transports à la demande a été mis en place en septembre 2009. Depuis la ville est desservie par la société Procars avec la ligne 1 des lignes régulières ainsi que par les lignes B, E, F, H et I du dispositif de transport collectif Trans'Brie et Champagne.

## Service des marchandises
Cette gare est ouverte au service du fret pour la desserte par trains complets de la coopérative agricole.